# (7013) Trachet
(7013) Trachet est un astéroïde de la ceinture principale.

## Description
(7013) Trachet est un astéroïde de la ceinture principale. Il fut découvert le 1er septembre 1988 à La Silla par Henri Debehogne. Il présente une orbite caractérisée par un demi-grand axe de 2,74 UA, une excentricité de 0,08 et une inclinaison de 1,1° par rapport à l'écliptique.
Il est nommé d'après le journaliste belge Tim Trachet (en).